# Rosa Nidia Buenfil Burgos
Rosa Nidia Buenfil Burgos, México, es una pedagoga e investigadora. Su producción de conocimiento se sitúa dentro de la filosofía política, teorías del discurso y semiología desde la perspectiva del análisis político del discurso educativo. Sus líneas de investigación giran en relación con el análisis político de programas educativos del siglo XX y XXI y los debates teóricos contemporáneos como la posmodernidad y globalización. 

## Biografía
Buenfil Burgos estudió la Licenciatura en Pedagogía en la Universidad Nacional Autónoma de México y una maestría en Investigaciones Educativas en el Centro de Investigación y de Estudios Avanzados del Instituto Politécnico Nacional; posteriormente realizó un doctorado en Teoría Política con el filósofo Ernesto Laclau en la Universidad de Essex Inglaterra.  
Fue profesora en la Facultad de Filosofía y Letras, Universidad Nacional Autónoma de México; e Investigadora del Departamento de Investigaciones Educativas del Centro de Investigación y de Estudios Avanzados del Instituto Politécnico Nacional.
Desde el 2003, coordina el Programa de Análisis Político de Discurso e Investigación que involucra académicos del Cinvestav, la Universidad Nacional Autónoma de México, la Universidad Pedagógica Nacionall, la Universidad Autónoma de la Ciudad de México y la Universidad Nacional de Córdoba, Argentina.
Es integrante del Sistema Nacional de Investigadores desde 1995, y en el presente es Nivel III.

## Pensamiento Educativo
Para Buenfil Burgos existe un problema con el campo de la educación ceñido a lo escolar-didáctico, así como al aprendizaje y la enseñanza, dejando de lado otros temas importantes para la educación como la dimesión teórica y política. Frente a esto su propuesta del Análisis Político del Discurso(APD) que lo define como un horizonte teórico, un emplazamiento de observación que articula una variedad de aportes de diferentes procedencias, de estrategias de lecturas, de posicionamientos ontológicos a los fines de interpretar los procesos históricos. 
En relación con su propuesta del Análisis Político del Discurso Educativo menciona:
Tanto la expresión en inglés como la que usamos en México implican una forma de diferenciarse del análisis lingüístico, literario o ideológico, al que estaba asociado el análisis de discurso en general. Lo que nosotros hacemos es análisis político, específicamente del discurso. Te voy a dar varias equivalencias, el APD es un horizonte de intelección, también es una analítica, es una perspectiva de investigación, una forma de mirar que se centra en lo político, que toma al discurso en su dimensión óntica como objeto de análisis; es decir, que se mira lo político en cualquier superficie discursiva, en todo proceso de significación. Desde el APD el discurso tiene esta doble dimensión, óntica como unidad de análisis, y también ontológica como horizonte teórico, como forma y ángulo de mirada.
Para Buenfil el APD permite cuestionar aquello que aparece como natural y dado; una de las tareas del APD es problematizar y desnaturalizar el objeto a estudiar; de ahí la dimensión de lo político a través de la desedimentación que pone en evidencia el proceso mismo mediante el cual eso que se presenta como natural ha llegado a ser lo que hoy es: 
Poner en evidencia ese proceso permite mostrar las lógicas de inclusión y exclusión de lo que ha sido, y eso nos da la primera pista política. Ahora, el horizonte de intelección apunta al “discurso” en el sentido de que lo discursivo alude a un sistema de significación que organiza lo social, que participa de las formas de inserción en el mundo, inserción que se da inevitablemente a partir de mediaciones simbólicas. Por eso el APD involucra lo político como inclusión/exclusión, como prácticas hegemónicas de dominación, de persuasión, de convencimiento, de imposición, de antagonismos y de articulación, en el terreno de las prácticas significantes.  

## Obras
Entre sus obras destacan:
- (2020) Ernesto Laclau y la investigación educativa en Latinoamérica. Implicaciones y apropiaciones del Análisis Político del Discurso
- (2018) con Navarrete:  Ernesto Laclau: Apropiaciones, debates y diseminación de su pensamiento en Latinoamérica

- (2013) En los márgenes de la educación: México a finales del milenio.
- (2012) con Fuentes y Treviño: Giros teóricos II. Diálogos y Debates en las Ciencias Sociales y Humanidades.
- (2010) Argumentación y poder: la mística de la Revolución Mexicana rectificada
- (2002). Configuraciones discursivas en el campo educativo.
- (1994). Cardenismo. Argumentación y Antagonismo en Educación.

Otros escritos:
- (2018) Rediscutir lo público y lo común. Las reformas a la educación pública mexicana, en: Identidades, 15. 03-16
- (2018) Universalismo y particularismo en lo teórico. Interrogantes ontológicas, epistemológicas y políticas
- (2013) Subjetivation, democracy and cosmopolitics In: World Journal of Education, Vol. 3, (1), 52-60.
- (2011) Discussing Democracy in the Area of Education. Interamerican Journal of Education for Democracy Vol. 4 (1), 30-51
- (2010) Dimensiones ético políticas en educación desde análisis político de discurso. Sinéctica, (35), 1-17,
- (2009) Politics, global territories and educational spaces. In Blackwell Journals Vol. 108, 67-88.
- (2009). con González Gaudiano: The impossible identity of environmental education: dissemination and emptiness.
- (2008). El interminable debate sobre el sujeto social. En Saur, D. y E. Da Porta (Coords.) Giros Teóricos en las Ciencias Sociales y Humanidades.
- (2008). La categoría intermedia. En Cruz, O. y L. Echavarría (Coords.) Investigación social. Herramientas teóricas y análisis político de discurso.
- (2005). Discursive inscriptions in the fabrication of a modern self. Mexican educational appropriations of Dewey´s writings.
- (2004). Filosofía y teoría de la educación en México en los noventa. Revista Mexicana de Investigación Educativa Vol. IX (23).
- (2000) Globalization, education and discourse political analysis. Ambiguity and accountability in research. In International Journal of Qualitative Studies in Education. Vol.13 (1), 1-24.
- (1999). Spectres of Theory and History Teaching. A Mexican Case in Graduate Curriculum for Educational Researchers. Pedagógica Histórica, Vol. 35 (29), 395-415.
- (1998). Postmodernidad, globalización y utopías. Cuaderno de Pedagogía Rosario, Año II (3). 45-60.
- (1997). Incompatibilidades, diferencias y equivalencias en dos analíticas de discurso: Foucault y Laclau. Colección Pedagógica Universitaria, (27 y 28).
- (1997). Education in a Post-modern Horizon: Voices from Latin América. British Educational Research Journal Vol 23, (1), 97-107
- (1993). Responsabilidad, Estado y Función Social de la Universidad: pasado, presente y futuro. Revista del Instituto de Investigaciones en Ciencias de la Educación, Año 2 (3), 20-25,